# Real Madryt w sezonie 1907/1908
Sezon 1907/08 był 6. sezonem w historii Realu Madryt/Madrid FC.

## Skład
W klubie grali m.in.: Adolfo Meléndez, Antonio Neyra, Enrique Normand, Manuel Prast, José Ángel Berraondo.

## Mecze
zwycięstwo Realu Madryt
     remis
     zwycięstwo drużyny przeciwnej
| 18 marca 1908 | Madrid FC                          | 4:1 | Gimnástica Española |                        |
|               | Chulilla Prast F. Revuelto Normand |     | A. Morales          | Plaza de Toros, Madryt |

| 215 marca 1908 | Athletic Club Sucursal | (wo.) | Madrid FC                                   |  |
|                |                        |       | Piłkarze Madrid FC nie przyjechali na mecz. |  |

| 319 marca 1908 | Madrid FC        | 3:0 | Athletic Club Sucursal |                        |
|                | Prada Prast (x2) |     |                        | Plaza de Toros, Madryt |

| 422 marca 1908 | Madrid FC | 3:0 | Español de Madrid |                        |
|                |           |     |                   | Plaza de Toros, Madryt |

| 525 marca 1908 | Español de Madrid | 0:5 | Madrid FC |                                       |
|                |                   |     |           | Plaza de Toros, Madryt Sędzia: Romero |

| 629 marca 1908 | Madrid FC                           | 3:3 | Gimnástica Española                |                        |
|                | F. Revuelto 1' · Prast · ? 85' (k.) |     | ?' (k.) M. Bernabéu (x2) · Garrido | Plaza de Toros, Madryt |

| Copa del Rey 12 kwietnia 1908 | Madrid FC                      | 2:1 | Vigo Sporting |                                            |
|                               | A. Neyra 41' · F. Revuelto ??' |     | 81' A. Posada | Campo de O'Donnell, Madryt Widzów: ≈ 4 000 |